# Trudi Carter
Trudi Sudan Carter (* 18. November 1994 in Kingston) ist eine jamaikanische Fußballspielerin.

## Karriere

### Vereine
Sie ging zum Studieren in die USA und spielte dort von 2013 bis 2014 erst für die Mannschaft des Navarro College. Ab 2015 bis 2016 war sie in der Mannschaft der South Florida Bulls aktiv.
Zur Saison 2018/19 schloss sie sich in Italien der AS Rom an, wo sie nur auf zwei Einsätze kam. In der Saison 2021/22 findet sie sich in Litauen wieder, wo sie bis September 2022 beim FK Gintra aktiv war. Danach wechselte sie nach Spanien zum FC Levante Las Planas, wo sie bis Ende 2022 unter Vertrag stand. Seitdem ist sie vereinslos.

### Nationalmannschaft
Mit der U17 und U20 nahm sie bereits an Turnieren teil und bekam schließlich erst am 26. August 2018 ihr erstes bekanntes Spiel für die A-Nationalmannschaft. Bei einem 9:0-Sieg über Antigua und Barbuda in der Qualifikation für den Gold Cup 2018 erzielte sie zuerst das 2:0, welches ihr von Khadija Shaw vorgelegt wurde und später assistierte sie wiederum ihr nochmal beim 6:0. In der Endrunde erreichte sie mit ihrer Mannschaft den dritten Platz.
Somit war ihre Mannschaft erstmals für eine WM qualifiziert. Sie selbst gehörte mit zum Kader bei der Weltmeisterschaft 2019 und kam in zwei Partien zum Einsatz. Im nächsten Jahr war sie bei der Qualifikation für das Olympiaturnier 2020 dabei. Nach nur einem Einsatz im Jahr 2021 war sie bei der CONCACAF W Championship 2022 wieder dabei. Dort erreichte sie mit ihrer Mannschaft erneut den dritten Platz und damit die zweite WM-Qualifikation.
Am 23. Juni 2023 wurde sie für den finalen Kader bei der Weltmeisterschaft 2023 nominiert.